# Bouclier continental de rugby à XV
Le Bouclier continental, également appelé compétition qualificative pour le Challenge européen (de 2014 à 2016) ou European Rugby Continental Shield (depuis 2016), est la troisième compétition européenne de clubs de rugby à XV, après la Coupe d'Europe et le Challenge européen. Elle est ouverte aux clubs d'Allemagne, de Belgique, d'Espagne, de Géorgie, d'Italie, du Portugal, de Roumanie et de Russie.
Cet compétition peut se voir comme héritière du Bouclier européen de rugby à XV, compétition ayant eu lieu entre 2002 et 2005, qui malgré un fonctionnement très différent avait le même statut de 3e compétition européenne.
Son organisation n'est pas reconduite après l'édition 2018-2019.

## Histoire
Le Bouclier continental est une compétition de l'European Professional Club Rugby, en collaboration avec Rugby Europe et la FIR créée en 2014. Cette compétition est conçue comme une troisième coupe d’Europe, pour permettre notamment aux clubs de pays émergents du rugby européen, de disputer des rencontres internationales.
Sa première édition en 2014 regroupait quatre équipes de Géorgie, d'Italie et de Roumanie, qui ont disputé deux matchs de barrages en aller-retour. Pour cette première édition, les équipes qualifiées pour le Challenge européen 2014-2015 sont Rugby Rovigo et Bucarest Wolves. Pour la saison 2015, la formule change avec deux groupes de trois équipes, avec pour la première fois des équipes espagnoles et russes. Les barrages opposent les deux vainqueurs des poules et les équipes qui ont gagné les barrages la saison précédente. Ainsi les équipes qualifiées pour le Challenge européen 2015-2016 sont Rugby Calvisano et Enisey-STM. En 2015-2016, la formule regroupe 8 équipes en deux groupes de quatre, avec pour la première fois des équipes portugaises, allemandes et belges. Cette fois, les équipes qualifiées pour le Challenge européen 2016-2017 sont les Timișoara Saracens et le Ienisseï-STM.
La compétition subit une modification d'identité en 2017, et est ainsi intitulée European Rugby Continental Shield, ou Bouclier continental en français. Cette édition 2016-2017 finira pour la première fois par une finale qui opposera les vainqueurs des deux barrages. Cette finale se déroulera lors du week-end des finales de la Coupe d'Europe et du Challenge européen à Édimbourg.

## Identité visuelle
Lors du changement d'identité instauré en 2017, la compétition est dotée d'un logo pour la première fois.

Évolution du logo
Logo depuis 2017.

## Palmarès
On accède à l'article traitant d'une édition particulière en cliquant sur le score de la finale (ou sur la date s'il n'y a pas de finale).
| Date        | Champion      | Score         | Finaliste       | Lieu                           | Spectateurs   |
| ----------- | ------------- | ------------- | --------------- | ------------------------------ | ------------- |
| 2014        | Pas de finale | Pas de finale | Pas de finale   | Pas de finale                  | Pas de finale |
| 2015        | Pas de finale | Pas de finale | Pas de finale   | Pas de finale                  | Pas de finale |
| 2016        | Pas de finale | Pas de finale | Pas de finale   | Pas de finale                  | Pas de finale |
| 13 mai 2017 | Ienisseï-STM  | 36 - 9        | Krasny Iar      | Murrayfield Stadium, Edimbourg | -             |
| 12 mai 2018 | Ienisseï-STM  | 24 - 20       | Heidelberger RK | Campo de Rugby Fadura, Getxo   | -             |
| 2019        | Pas de finale | Pas de finale | Pas de finale   | Pas de finale                  | Pas de finale |

## Bilan

### Par club
| Club               | Victoires | Finales perdues | Barrages perdus |
| ------------------ | --------- | --------------- | --------------- |
| Ienisseï-STM       | 2         | -               | -               |
| Krasny Iar         | -         | 1               | 1               |
| Heidelberger RK    | -         | 1               | -               |
| Mogliano Rugby     | -         | -               | 1               |
| Timișoara Saracens | -         | -               | 2               |

### Par nation
| Nation    | Victoires | Finales perdues | Barrages perdus |
| --------- | --------- | --------------- | --------------- |
| Russie    | 2         | 1               | 1               |
| Allemagne | -         | 1               | -               |
| Italie    | -         | -               | 1               |
| Roumanie  | -         | -               | 2               |